# Китайсько-російські відносини
Китайсько-російські відносини — міждержавні відносини Росії та КНР у різних формах їх існування.

## Історія
Друга половина XIX ст. для китайсько-російських відносин характеризується періодом переговорів, підписанням та укладанням мирних договорів, а також взаємним відрядженням послів обох країн. Період завершення феодалізму і утворення капіталізму також мали значний вплив на відносини. Не дивлячись на те, що Російська імперія частіше всього виступала на стороні європейських країн, все ж політичний курс дуже відрізнявся від зовнішньої політики колоніальних держав.
В цей період між Китаєм і Росією укладено найбільшу кількість міжнародно-правових документів, договорів, актів та мирних угод.

### Кульджацький мирний договір
Найпершим в цьому столітті був укладений трактат 1851 р. про торгівлю в містах Кульджа та Чугучак між Росією та Китаєм. Складається він з 17-ти статтей в яких пишеться про взаємну торгівлю та те, що мита з обох сторін стягуватися не будуть; купцям обох сторін забезпечувався супровід в дорозі задля безпеки і т. д.

### Айгунський мирний договір
1858 р. м. Айгун, провінція Хейлунцзян. За ним було встановлено російсько-китайський кордон по річці Амур. Так за цим договором ліва сторона по річці Амур відходила під владу Росії. На річках Амур, Сунгарі, Уссурі було дозволено плавати лише китайським та російським суднам. Дозволялася торгівля між населенням китайським та російським.

### Тянцзіньський російсько-китайський трактат 1858р.
Складався він з 12-ти статтей і за ним розширялися політичні та торгівельні права Росії в Китаї. Стаття 1-ша говорить, що цим трактатом підтверджувався мир між двома країнами та дружба, а також, що всі китайці в російських краях та росіяни в китайських, знаходяться під захистом та покровительством обох держав; дозволялася торгівля не тільки сухопутним, а й морським шляхом. За цим документом з представників обох сторін повинна була утворитися спеціальна комісія якій потрібно було визначити не установлену, до цього часу, частину кордону і домовитися б про її установлення. В самому документі за 9-тою статтею зазначено: «Неопределенные части границ между Китаем и Россией будут без отлагательства исследованы на местах доверенными лицами от обох правительств, и заключенное ими условие о граничной черте составит дополнительную статью к настоящему трактату. По назначении границ сделаны будут подробное описание и карты смежных пространств, которые и послужат обоим правительствам на будущее время бесспорными документами о границах».

### Пекінський мирний договір
За Пекінським додатковим, до Айгунського, договором укладеному в 1860-му р., було визначено останню не розмежовану ділянку далекосхідного російсько-китайського кордону, що простягався від гирла річки Уссурі до Японського моря (впадання річки Туминцзян в море).
На основі цього договору в 1864 р. був укладений Чугучакський протокол (або ж Тарбагатайський), за яким було встановлено китайський кордон в Центральній Азії. Не менш важливим є те, що за цим договором Китайська імперія відмовилася від претензій на землі Киргизії та Казахстану на користь Російської імперії.

### Санкт-Петербурзький договір 1881
За цим договором до Російської імперії відходили західна частина Ілійського краю і долина річки Текес. Місто Кульджа поверталося назад у володіння Китаю. Однак для китайського уряду підписання Лівадійського договору було як факт національного приниження. Цинський уряд відмовився визнавати цей договір, а китайський державний та політичний діяч Чун Хоу, який підписав цей договір з боку Китаю, було звільнено з усіх посад які він займав та засуджений до смертної кари, від якої його врятував захист з боку російського посольства. В результаті в Китаї різко почало діяти угруповання прихильників війни проти Росії.

### Наслідки
Договори між Росією і Цінської імперією, укладені з 1858 р. по 1860 р., китайськими дослідниками розглядаються в контексті нерівноправних договорів. Вони вважають, що як Айгунський так і Пекінський договори є «нерівноправними та укладеними за таких умов, коли сильна держава Росія, відповідно до своїх економічних потреб, спираючись на свою політичну і військову перевагу, змусила до несправедливого розмежування слабку сторону — Китай, який виявився в умовах внутрішніх і зовнішніх труднощів». Через це у всіх наукових публікаціях КНР Айгунський, Тянцзіньський і Пекінський договори визнаються нерівноправними. В їх дослідженнях стверджується, що за Айгунським договором Російська Імперія заволоділа територією площею понад 600 000 кв. км, за Пекінським - 400 000 кв. км, включаючи острів Сахалін, а за Тянцзіньським трактатом «домоглася тих же прав і привілеїв, якими володіли Англія і Франція».

## Економічне співробітництво

### Обсяги співробітництва
На КНР у 2012 році припадало 10,1 % всього російського зовнішньоторговельного товарообігу. Частка Росії у зовнішній торгівлі Китаю — 2,3 % (9-е місце після США, Гонконгу, Японії, Південної Кореї, Тайваню, Німеччини, Австралії, Малайзії).

### Структура торгівлі
З часів розпаду СРСР Росія поступово втрачала позиції рівноправного економічного партнера Китаю і поступово перетворилася на джерело дешевої сировини для китайської економіки і на сировинний придаток для Китаю. Так, станом на 2016 рік частка палива мінерального, нафти та іншої паливної сировини в російському експорті становила 63,8 %. У 2017 році ця частка зросла до 67,5 %.

## Російсько-китайські відносини після російського вторгнення в Україну
Офіційні представники КНР публічно відмовилися постачати китайську зброю обидвом сторонам конфлікту однак КНР активно постачала нелетальну зброю, БпЛА а також промислове обладнання (у тому числі необхідне для виготовлення військових компонентів та деталей), переважно підтримувала РФ у голосуваннях ООН та поширювала російську пропаганду, у тому числі звинувачуючи США та НАТО у російському нападі на Україну.
Global Times — структурний підрозділ газети Женьмінь жибао, існує з 1993 року. Поширює російську пропаганду, у тому числі про біолабораторії, та звинувачує захід.

### Торгівля з РФ і допомога у обході санкцій
У травні 2022 року імпорт з Росії до КНР сягнув рекордних показників, протягом квітня компанії з КНР придбали в РФ товарів на $8,9 млрд, що на 57% більше, ніж за квітень 2021 року. При цьому експорт Китаю з РФ зменшився на 7,7% ($3,8 млрд).
3 жовтня 2023 року НАЗК внесло три найбільші китайські нафтогазові компанії — China National Offshore Oil Corporation (CNOOC Group), China Petrochemical Corporation (Sinopec Group) та China National Petroleum. Corporation (CNPC), до переліку спонсорів війни. 6 грудня 2023 року Велика Британія запровадила санкції проти низки компаній з Китаю за постачання компонентів ОПК РФ Обмеження поширюються на компанії, зокрема китайські, що виробляють дрони, комплектуючі для ракет і електронні компоненти. Велика Британія повідомила про введення санкцій ще проти 46 осіб і компаній з Росії та третіх країн. Ці особи та фірми підтримують війну в Україні, або виробляючи військову техніку, або допомагаючи РФ обходити санкції. Китайські комуністи заявили у відповідь про «порушення Британією міжнародного права». 21 грудня НАЗК внесло найбільшу державну будівельну компанію — China Railway Construction Corporation (CRCC), Китаю до переліку міжнародних спонсорів війни. 28 грудня НАЗК внесло китайського постачальника всюдиходів російській армії — Shandong Odes, до переліку міжнародних спонсорів війни. 12 лютого згідно інформації від Bloomberg, Європейський Союз запроваджуватиме санкції щодо трьох китайських компаній за підтримку російського вторгнення.
31 грудня 2023 року була оприлюднена інформація про ріст у понад 800% експорту засобів транспорту з КНР до РФ з моменту повномасштабного вторгнення. Впродовж 2023 року РФ поставила до Китаю рекордні 107,02 мільйона тонн сирої нафти, що еквівалентно 2,14 мільйона барелів на добу і стала найбільшим постачальником нафти до КНР.
У звіті американської розвідки щодо оцінки загроз у 2024 році (згідно інформації від Reuters, опублікованої у березні) йдеться про економічну допомогу Росії з боку Китаю та зростання торгівлі між Китаєм і Росією з початку війни в Україні, зокрема з 2022 року більш ніж утричі збільшився експорт китайських товарів, які можуть бути використані у військових цілях. 4 січня 2024 року стало відомо що постачання з КНР до РФ високотехнологічних верстатів зросли в десять разів після початку повномасштабного вторгнення в Україну.

### Постачання нелетальної зброї
Напередодні повномасштабного вторгнення було поставлено 1000 дронів та 6 гелікоптерів Airbus з Китаю до РФ. 24 березня 2023 року у Донецькій області вперше помічено серед російських військових використання антидрон-рушниці Texin. 7 червня у користуванні чеченськими підрозділами були помічено щонайменше 8 бронеавтомобілів ShaanXi Tiger. 10 жовтня стало відомо що Китайський виробник AODES поставив російській армії 2127 мото-всюдиходів Desertcross. КНР публічно заперечує надання будь-якої військової допомоги Росії, але тамтешні компанії, зокрема держпідприємства, продавали російським військовим продукцію подвійного призначення, стрілецьку зброю, дрони, навігаційне обладнання та захисне спорядження, йдеться у звіті Міноборони США про яке стало відомо у жовтні 2023.
| назва                    | тип              | к-ть  | подробиці |
| ------------------------ | ---------------- | ----- | --- |
| Texin                    | антидрон-рушниця | —     | 24.03.23 помічено серед російських військових у Донецькій області                                                        |
| ShaanXi Tiger            | бронеавтомобіль  | 8+    | 07.06.23 помічені у користуванні чеченськими підрозділами                                                                |
| дрон                     | дрон             | 1000  | 19.08.23 стало відомо про постачання 1000 дронів та 6 гелікоптерів з Китаю до РФ напередодні повномасштабного вторгнення |
| Airbus                   | гелікоптер       | 4     | 19.08.23 стало відомо про постачання 1000 дронів та 6 гелікоптерів з Китаю до РФ напередодні повномасштабного вторгнення |
| гелікоптер               | гелікоптер       | 2     | 19.08.23 стало відомо про постачання 1000 дронів та 6 гелікоптерів з Китаю до РФ напередодні повномасштабного вторгнення |
| AODES Desertcross 1000-3 | мото-всюдихiд    | 2 127 | 10.11.23 стало відомо що Китайський виробник AODES поставив російській армії більше двох тисяч мото-всюдиходів           |

### Поширення російської пропаганди
13 березня 2023 року за повідомленням CNN, з посиланням на високопоставленого представника Держдепартаменту США, Росія та Китай «очевидно» зблизилися в питанні щодо пропаганди та дезінформації про війну в Україні.
14 лютого 2024 року представник Китайської Народної Республіки в ООН закликав Сполучені Штати припинити передачу військової допомоги Україні. У березні того ж року, згідно інформації SCMP, у ЄС були роздратовані візитом зі спецпредставника Китаю з питань України, який він повторював тези російської пропаганди. Під час зустрічей представники ЄС отримали «повну дозу тез Москви» від Лі Хуея, спеціального представника КНР в Євразії. Лі Хуей закликав ЄС припинити надсилати зброю в Україну, а поки цього не станеться, то «не буде жодних дискусій про територіальну цілісність України», а також закликав ЄС припинити санкції проти китайських компаній, оскільки «вони можуть знадобитися для післявоєнної відбудови України». Того ж місяця керівництво КНР привітало Путіна з черговим переобранням на псевдовиборах.